# Елсмір
 Острів Елсмір  (інук. Umingmak Nuna, дос. «земля вівцебиків»; англ. Ellesmere Island; фр. île d'Ellesmere) — острів у Північному Льодовитому океані у складі Канадського Арктичного архіпелагу і частини Островів Королеви Єлизавети. Третій за розмірами острів у Канаді і десятий у світі.
Має площу 196 235 км² (що становить приблизно третину площі України), і належить до території Нунавут. Найвища точка на острові — гора Пік Барбо (англ. Barbeau Peak) 2616 м над рівнем моря. На схід від нього проходить кордон між Канадою і Гренландією. За 50 км знаходиться найзахідніша точка Гренландії Мис Олександра.
Мис Колумбія на 83°06′ є найпівнічнішою точкою суші в Канаді та однією з найпівнічніших точок суші на планеті (найпівнічнішою точкою суші на Землі є сусідній острів Кафеклуббен у Гренландії). Гірська система Арктичних Кордильєр охоплює значну частину острова Елсмір,
На острові проживає 146 осіб (за даними 2006 року) — з них 141 у містечку Гріс-Фіорд та 5 осіб у поселенні Алерт, яке є найпівнічнішим населеним пунктом світу (817 км від Північного полюса). У дослідницькому поселенні Еврика, яке є другим найпівнічнішим поселенням світу, постійного населення немає, однак принаймні 8 робітників працюють на ній ротаційно.
Більше п’ятої частини острова входить до національного парку Куттінірпаак, що містить сім фіордів, численні льодовики та озеро Гейзен (англ. Hazen) — найбільше озеро Північної Америки за Полярним колом. Єдиний вид дерева, що росте на острові — арктична верба.

## Історія
Перші люди, які мешкали на острові Елсмір, були невеликими групами, що займались полюванням на карібу Пірі, вівцебиків та морських ссавців приблизно у 2000–1000 роках до Р.Х. 

Як і мисливці культури Дорсет (або палеоескімоси) та інуїти пост-культури острова Руїн та культури Пізнього Туле широко використовували регіон півострова Баче як влітку, так і взимку. 
Це був останній регіон у Канадській високій Арктиці, де населення зникло під час Малого льодовикового періоду, що засвідчує його загальну економічну важливість як частини культурної сфери протоки Сміта, частиною якої він іноді був, а іноді й головним поселенням.
Вікінги з гренландських колоній досягли островів Елсмір, Скрелінг і Руїн під час мисливських експедицій і торгівлі з групами інуїтів. 
  
Незвичайні споруди на півострові Баче можуть бути залишками дорсетського кам'яного довгого будинку пізнього періоду . 

Першими європейцями, що побачили острів після вікінгів в 1616 році, була експедиція британського мореплавця генуезця Вільяма Баффіна, що вийшла з Бристоля. 
В 1852 році острів названо на честь президента Королівського географічного товариства британського графа Франсіса Егертона, 1-й граф Елсміра (англ. Francis Egerton, 1st Earl of Ellesmere).
 
Експедиція Сполучених Штатів на чолі з Адольфусом Грілі в 1881 р. перетнула острів зі сходу на захід, 
:631 
заснувавши Форт-Конгер у північній частині острова. 
Експедиція Грілі знайшла викопні дерева на острові Елсмір наприкінці 1880-х років. 
Фіорд Стенкул був вперше досліджений у 1902 році Пером Шей, учасником 2-ї норвезької полярної експедиції Отто Свердрупа.
Шельфовий льодовик Елсмір був задокументований Британською арктичною експедицією 1875–1876 років, у якій група лейтенанта Пелема Олдрича пройшла від мису Шерідан до мису Алерт. 
 . 
В 1906 році Роберт Пірі очолив експедицію на півночі острова Елсмір, від мису Шерідан уздовж узбережжя до західної сторони протоки Нансена (93°W. Під час експедиції Пірі шельфовий льодовик був суцільним; відтоді, за оцінками, він займав 8900 км². 
 
Шельфовий льодовик розпався на частини у XX столітті, ймовірно, через зміну клімату.

## Географія
Елсмір, що адміністративно належить до канадської території Нунавут, відокремлений від Гренландії на заході басейном Кейна і протокою Кеннеді, а від острова Девон на півдні - протокою Джонс. 
На заході острів Аксел-Гейберг відокремлюють від Елсміра протоки Нансена та Юрека.
Довжина острова з півночі на південь приблизно 800 км, ширина близько 500 км. 
Площа острова складає 196 236 км², це третій за площею острів Канади 
і десятий у світі. 
Загальна довжина берегової лінії 10748 км. 
Все узбережжя острова порізане довгими фіордами, що ділять острів на кілька відокремлених частин - земель (Гранта, Грінелла, Свердрупа, Елсмір). 
На півночі берегову лінію подовжують шельфові льодовики  — масивні льодовикові поля завтовшки до 60 м, що йдуть у море на відстань до 18 км. 
В інших частинах острова береги урвисті, місцями утворюють скелясті стіни заввишки понад 2 км. 
Мис Колумбія є найпівнічнішою точкою Канади.
.

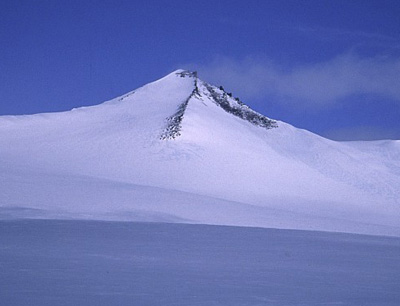
Пік Барбо

Більша частина Елсміру покрита горами, які перетинають три проходи-перевали, що простяглися із заходу на схід. 
Частина гірських хребтів покрита льодовиковими шапками, з яких до моря сповзають льодовики 
. 
У північній частині Елсміра як пануючі висоти виступають гори Землі Гранта — пасмо гострих піків, складених осадовими породами віком близько 100 тис. років і вкритих льодовиковою шапкою завтовшки до 900 м . 
Характерна риса ландшафту - нунатаки, голі вершини, що пробиваються крізь товщу льоду та снігу. 
Найвища точка острова - Пік Барбо (2616 м над рівнем моря) - також є найвищою точкою всієї східної частини Північної Америки. 
На південь рельєф знижується, утворюючи плато Гейзен, на якому розташоване однойменне озеро — найбільше у Заполяр'ї. У центральній частині Елсміра гористий Пояс Форда досягає висот 2000 м 
.
Південно-східний край острова є найпівнічнішою частиною докембрійського Канадського щита. 
Ця частина Елсміра теж рясніє горами, накритими льодовиковою шапкою, з нунатаками заввишки до 2200 м. 
Льодовикова шапка, що простяглася до південного і східного узбережжя, породжує численні айсберги, що потім дрейфують у море Баффіна. 
Острів Пім біля східного узбережжя неподалік від затоки Фрам — найбільша вільна від льоду ділянка місцевості в цьому районі. Південна частина острова на захід від Канадського щита є сформованим палеозойськими породами плато, що перетинається глибокими долинами. У центрі плато розташована ще одна велика льодовикова шапка, а дві шапки меншого розміру знаходяться на його заході та сході.
13 серпня 2005 року від розташованого неподалік Елсміра шельфового льодовика Айлз в процесі сколу відокремився льодовиковий острів. Після цього шельфовий льодовик практично перестав існувати 
.  
Процес дослідження та відновлення вченими хронології розвитку подій, що спричинили скол, зайняв близько шістнадцяти місяців. Значні частини шельфових льодовиків Айлз, Маркхем, Ворд-Хант та Серсон відкололися у вигляді айсбергів влітку 2008 року. 
У травні 2020 року, унаслідок екстремальних вітрових умов у затяжному антициклоні або шторму високого тиску з сильними вітрами, в районі на північ від острова Елсмір у найстарішому та найтовстішому арктичному льоду товщиною близько 5 метрів утворилась тріщина у 3 тис. кв. км.. Пролом у льоду був відкритий близько двох тижнів.

### Корисні копалини
На острові знайдено родовища нафти, а 2012 року корпорація Canada Coal розпочала розвідку великих запасів кам'яного вугілля, також виявлених на Елсмірі.

### Клімат
Клімат острова полярний арктичний. 
Більшу частину року навколишні води вкриті льодом. 
Середньорічні температури на більшій частині острова коливаються між -16 °С і -16,5 °С. 
Влітку середня температура близько нуля, взимку від -28 ° С до -30 ° С 

. 
У районі льодовикових шапок температури нижче - середньорічна -18,5 ° С, літня -2 ° С і зимова від -30 ° С до -35 ° С 
. 
Тривалість полярної ночі та дня становить приблизно п'ять місяців.
У центральних районах острова на рік випадає 50 — 150 мм опадів 
, 
на західному та східному узбережжі: 100 — 200 мм 
, 
в районі льодовикових шапок - до 300 
. 
Сніговий покрив дуже тонкий. 
Холод ускладнює випаровування вологи, в результаті на острові низька вологість і мало опадів.

## Флора та фауна
Рослинність арктичних пустель і тундри. 
Значна частина острова входить до північноамериканського екорегіону заполярної тундри за класифікацією Всесвітнього фонду дикої природи
.
Хоча влітку більшість острова звільняється від льоду, цього недостатньо для зростання деревної рослинності, оскільки за коротке і холодне літо земля відтає лише кілька сантиметрів. 
Рослинність на острові представлена осередками, у місцях, захищених від вітру, ростуть голостебельні маки та інші види трав'янистих рослин.
Найбільший зелений оазис — район озера Гейзен. 
На його берегах влітку розпускається густий килим з осоки, вербових, вересових напівкущів і ломикаменю.
Тваринний світ на острові різноманітніший, ніж рослинний. 
Тут зустрічаються полярні зайці, вівцебики, олені-карибу Пірі, що не мігрують на південь, дрібніше і світлішого забарвлення, ніж материкові. 
На Елсмірі, як і на деяких інших канадських арктичних островах, мешкає мелвільський острівний вовк — підвид звичайного вовка, що відрізняється білим або світло-сірим хутром і дрібнішими розмірами.
На острові влітку гніздяться багато видів птахів, серед яких біла сова, крячок полярний. 
З осілих птахів зустрічаються пуночка і куріпка тундрова.
Через мізерність рослинного покриву і суворого клімату питання виживання для видів, що мешкають тут, стоїть дуже гостро. 
Для того, щоб зберегти тендітну природу острова та озеро Гейзен, оголосили в 1988 році національним парком.

### Палеонтологія
В еоцені острів був покритий густими широколистяними лісами та був одним із найвищих лісів такого типу за всю історію Землі. 
На острові було виявлено викопні залишки тварин і рослин, які жили 52—53 мільйони років тому. 
Знайдено найдавніші скам'янілості птахів в Арктиці, що належать до роду пресбіорніс.
Острів зараз знаходиться всього на кілька градусів на північ, ніж знаходився 50 мільйонів років тому. 
Клімат у той період був незрівнянно м'якшим і дозволяв жити на острові навіть алігаторам і черепахам. 
На острові росли дощові ліси, клімат був помірного типу, середні літні температури були близько 20 градусів тепла, взимку навіть у період полярної ночі, яка на таких широтах триває від 3 до 4 місяців, температура не опускалася нижче 0 °C. 
На острові у такий спосіб склався унікальний навіть для теплого еоцену біоценоз. 
Тварини, птахи та рослини адаптувалися виживати в період повної темряви, що тривала чверть року. 
Корифодони не мігрували на південь, а жили цілий рік, що з огляду на їх розмір, наводить на серйозні міркування про здатність у принципі південних тварин адаптуватися до північних умов.

Складністю була полярна ніч, але, як видно з розкопок, при теплому кліматі тварини та рослини успішно розв'язували цю проблему. 
Coryphodon були аналогом бегемотів, великими ссавцями на зріст до 1 метра і завдовжки до 2,5. 
Вони не мігрували з острова на південь, а жили постійно. У період полярної ночі вони харчувалися опалим листям, потім переходили на гриби та хвойні породи, а уніфікована для літніх та зимових кормів щелепа легко дозволяла пристосуватися до будь-якого типу харчування. Арктичні широколистяні ліси того періоду за своєю продуктивністю не поступалися нинішнім лісам на Південному Сході США, болотно-кіпарисові екосистеми.
В еоцені, 52-53 млн років тому, на острові жили змії, алігатори, дев'ять сімейств черепах, 25 родів ссавців, птахи.
- Гасторніс — дуже великі птахи, зростом до 1,75 метра і вагою до 100 кг.
- Пресбіорніс — рід вимерлих птахів з ряду гусеподібних. Містило 4 види з палеоцену-еоцену (66,0-33,9 млн років тому), що жили на території сучасних США та Монголії .
- Allognathosuchus — вимерлий рід алігаторів, завдовжки до 1,5 метра.
- Trionyx — трипазурні черепахи з м'якими панцирами.
- Baenidae — вимерла родина потайношийних черепах клади Paracryptodira[en].
- Lambdotherium popoagicum  були дрібними безрогими бронтотеріями. Череп подовжений, лицьова частина довша за мозковий (у цьому їхня відмінність від інших бронтотерієвих).
- Палеотерієві — вимерла родина ссавців. Стосувалось ряду непарнокопитних (Perissodactyla), вони були близькими родичами родини коневі. Більшість палеотерієвих були тваринами малих розмірів. Їх найраніші представники досягали висоти в плечах всього 20 см, тоді як пізніші палеотерієві за величиною були зіставні зі свинями або поні.
- Плагіолофус - вимерлий рід травоїдних, вагою до 150 кг.[21]

На заході острова розташоване (78° 33′N 82° 22′W)  місце палеонтологічних знахідок Beaver Pond («Бобровий Ставок»). 
Знахідки — скам'янілості організмів віком приблизно 3,5-3,75 млн років, що залишилися від біоценозу бореального лісу (тайги) епохи пліоцену; 
з ссавців - ведмідь Protarctos abstrusus, заєць Hypolagus, бобр Dipoides, псові Eucyon, верблюди Paracamelus. 
З них Protarctos abstrusus, Eucyon та Paracamelus прибули з Азії. 
У ту епоху середньорічні температури у північноамериканському Заполяр'ї були значно вищими, ніж зараз.
Домінуючий вид дерев у пліоценовій тайзі Beaver Pond — викопна гренландська модрина (Larix groenlandii). 
З інших деревних порід — вільха, береза, ялина, сосна і туя. 
Кількість опадів була значною і оцінюється в 550 мм на рік. 
Фауна мала суттєву подібність до східноазійської фауни тієї ж епохи. 
Крім згаданих, у Beaver Pond знайдені скам'янілості та інших тварин, серед яких землерийка Arctisorex polaris, велика росомаха Plesiogulo, куниці Martes, ласки Mustela, борсук Arctomeles sotnikovae, древній кінь плезіогіппаріон (Plesiohipparion), оленеподібний (Cervoidea) Boreameryx braskerudi.